# ایگنیسیوس گایسا
ایگنیسیوس گایسا (انگلیسی: Ignisious Gaisah؛ زادهٔ ۲۰ ژوئیهٔ ۱۹۸۳) ورزشکار پرش طول اهل غنا-هلند است.
وی در مسابقات کشوری و بین‌المللی در مجموع برندهٔ ۴ مدال طلا، ۳ مدال نقره، ۳ مدال برنز شده‌است.